# Jean II Makoun
Jean II Makoun (ur. 29 maja 1983 w Jaunde) – kameruński piłkarz, który występował na pozycji pomocnika. W latach 2003–2014 wielokrotny reprezentant Kamerunu. Uczestnik Mistrzostw Świata 2010 i 2014 oraz Pucharu Narodów Afryki 2004, 2006, 2008 oraz 2010. Najwięcej występów w swojej karierze zaliczył dla francuskiego Lille OSC.
Występował również m.in. w takich klubach jak: Olympique Lyon, Aston Villa, Stade Rennais czy Olympiakos SFP.

## Kariera klubowa
Piłkarz ten swoją karierę zaczynał w Cotonsport Garua, a potem przeszedł do Jeunesse Star Jaunde. Następnie przeniósł się do bardziej znanego Tonnerre. W sezonie 2001/2002 Makoun trafił do Lille OSC, gdzie początkowo występował tylko w czwartoligowych rezerwach. Z czasem przebił się do pierwszego składu Lille. W Ligue 1 debiutował 2 listopada 2002, podczas przegranego 0:1 meczu z Bastią. Kameruńczyk wszedł na boisko w 63 minucie spotkania. Swojego pierwszego gola w najwyższej klasie rozgrywkowej zdobył w pierwszej kolejce sezonu 2003/2004. Trafił do siatki w 12 minucie i gol ten przesądził o pokonaniu Olympique Lyon. Było to zarazem jedyne trafienie Makouna w całym sezonie, w którym rozegrał łącznie 32 mecze. W sezonie 2004/2005 Lille odniosło prawdziwy sukces, zajmując drugie miejsce w lidze, promowane awansem do Ligi Mistrzów. W fazie grupowej Makoun i spółka, z 6 punktami na koncie, zajęli 3. miejsce. W Pucharze UEFA trafili na Sevillę i odpadli po wyrównanym dwumeczu. W sezonie 2005/2006 Lille zajęło 3. pozycję w lidze, co dało im możliwość startu w eliminacjach do Ligi Mistrzów. Podopieczni Claude Puela zakwalifikowali się do fazy grupowej. Makoun zdobył swoją pierwszą bramkę w Lidze Mistrzów w 90 minucie meczu z AEK Ateny, podwyższając wynik na 3:1. Lille wyszło z grupy, jednak już w następnej fazie musiało uznać wyższość Manchesteru United. Sezon 2006/2007 nie był już dla Lille tak udany, ponieważ zajęli dopiero 10. miejsce w lidze. Makoun rozegrał w tym sezonie 33 mecze i zdobył jednego gola.
Latem 2008 roku Makoun przeszedł do Lyonu. Kosztował 14 milionów euro i otrzymał koszulkę z numerem 17, poprzednio zastrzeżoną po śmierci rodaka Marca-Viviena Foe. W barwach mistrza Francji zadebiutował 10 sierpnia 2008 roku w wygranym meczu z Toulouse FC.
W styczniu 2011 został zawodnikiem Aston Villi. Sezon 2011/2012 spędził na wypożyczeniu w Olympiakosie, a w sierpniu 2012 przeszedł na zasadzie wypożyczenia do Stade Rennais FC. W 2013 roku podpisał kontrakt z tym klubem, a w 2015 przeszedł do Antalyasporu. W 2017 roku odszedł z tego klubu.
W 2018 roku dołączył do cypryjskiego Meritu AYSK. Początkiem lipca 2020 roku zakończył piłkarską karierę.
| Sezon   | Klub                    | Kraj    | Rozgrywki           | Mecze | Bramki | Rozgrywki Europy                    | Mecze | Bramki |
| ------- | ----------------------- | ------- | ------------------- | ----- | ------ | ----------------------------------- | ----- | ------ |
| 2001/02 | Lille OSC B             | Francja | CFA                 | 20    | 9      | –                                   | –     | –      |
| 2002/03 | Lille OSC B             | Francja | CFA                 | 13    | 0      | –                                   | –     | –      |
| 2002/03 | Lille OSC               | Francja | Ligue 1             | 10    | 0      | –                                   | –     | –      |
| 2003/04 | Lille OSC               | Francja | Ligue 1             | 32    | 1      | –                                   | –     | –      |
| 2004/05 | Lille OSC               | Francja | Ligue 1             | 33    | 0      | Liga Europy UEFA                    | 11    | 0      |
| 2005/06 | Lille OSC               | Francja | Ligue 1             | 31    | 5      | Liga Mistrzów UEFA Liga Europy UEFA | 6 3   | 0      |
| 2006/07 | Lille OSC               | Francja | Ligue 1             | 33    | 1      | Liga Mistrzów UEFA                  | 10    | 1      |
| 2007/08 | Lille OSC               | Francja | Ligue 1             | 26    | 2      | –                                   | –     | –      |
| 2008/09 | Olympique Lyon          | Francja | Ligue 1             | 34    | 7      | Liga Mistrzów UEFA                  | 8     | 2      |
| 2009/10 | Olympique Lyon          | Francja | Ligue 1             | 28    | 1      | Liga Mistrzów UEFA                  | 13    | 1      |
| 2010/11 | Olympique Lyon          | Francja | Ligue 1             | 13    | 1      | Liga Mistrzów UEFA                  | 3     | 0      |
| 2010/11 | Aston Villa             | Anglia  | Premier League      | 7     | 0      | –                                   | –     | –      |
| 2011/12 | Olympiakos SFP (wyp.)   | Grecja  | Super League Ellada | 19    | 2      | Liga Europy UEFA                    | 7     | 0      |
| 2012/13 | Stade Rennais FC (wyp.) | Francja | Ligue 1             | 28    | 2      | –                                   | –     | –      |
| 2013/14 | Stade Rennais FC        | Francja | Ligue 1             | 30    | 1      | –                                   | –     | –      |
| 2014/15 | Stade Rennais FC        | Francja | Ligue 1             | 1     | 0      | –                                   | –     | –      |
| 2015/16 | Antalyaspor             | Turcja  | Süper Lig           | 25    | 3      | –                                   | –     | –      |
| 2016/17 | Antalyaspor             | Turcja  | Süper Lig           | 8     | 1      | –                                   | –     | –      |

## Kariera reprezentacyjna
Makoun jest reprezentantem Kamerunu. W 2004 roku zaliczył dwa mecze w Pucharze Narodów Afryki, dwukrotnie opuszczając boisko przed końcowym gwizdkiem sędziego. Uczestniczył także w nieudanych eliminacjach do Mistrzostw Świata 2006, podczas których 7 razy pojawiał się na murawie. Makoun zaliczył 3 występy w PNA 2006 i wykorzystał jedenastkę w ćwierćfinale z reprezentacją Wybrzeża Kości Słoniowej. Strzelił gola na 7:6, jednak Nieposkromione Lwy przegrały cały mecz 12:13.

## Życie prywatne
Ojcem Jeana II Makouna był Jean I Makoun, zaś synem Jeana II Makouna jest Jean III Makoun.

## Sukcesy

### Klubowe
- Lille OSC
  - Puchar Intertoto: 2004
- Olympiakos SFP
  - Mistrz Grecji Superleague Ellada: 2012
  - Zwycięzca Puchar Grecji w piłce nożnej: 2012

### Reprezentacyjne
- Kamerun
  - Finalista Puchar Narodów Afryki 2008